# ふるさとバス (鳥取市)
ふるさとバスは鳥取県鳥取市で運行されている会員制路線バス。自家用自動車（白ナンバー）による交通空白地有償運送路線で、運行は特定非営利活動法人OMUが行っている。

## 概要
鳥取市の湖山池西側の中山間地域にある大郷・御熊・内海中の3地区では、路線バスが運行されておらず、高齢者の通院・買い物等の生活交通を確保するため、2009年に運行を開始したものである。
なお、OMUとは、運行区域である Osato（大郷（現在は運行を取りやめ））、Mikuma（御熊）、Utsuminaka（内海中）の3地区のローマ字表記の頭文字に由来する。

## 沿革
- 2009年2月9日 特定非営利活動法人OMUにより運行開始[1]。
- 2016年7月1日 大郷コースを毎月第1・第3水曜日のみの運行に変更、運行区間を松原バス停 - 辛川作業所間に短縮[2]。
- 2018年3月31日 大郷コースを廃止[3]。
- 2020年4月1日 末恒コースを湖山地区まで延長[4]。

## 特徴
- 利用できるのは運行区域である御熊・内海中・小沢見・白兎・三津の5地区の住民に限られ、事前に特定非営利活動法人OMUへ利用登録が必要となる。
- 運賃は以下の通りとなっている。
  - 湖山地区（上山整形外科医院・もとむら眼科医院）にまたがって乗車する場合：大人400円（小学生・障害者等は200円）、幼児は無料。
  - 上記以外の場合：大人200円（小学生・障害者等は100円）、幼児は無料。
- 末恒コースの1コースがあり、いずれも週2回、1往復運行[4]。

## 現行路線
- 末恒コース[4]
  - 御熊公民館 - 内海中大橋 - 白兎公民館 - 小沢見公民館 - 末恒地区公民館 - 末恒駅北口・末恒郵便局 - 三津（狭間）公民館 - 末恒駅南口 - 鳥取医療センター - 上山整形外科医院 - もとむら眼科医院
    - 木曜日・金曜日（祝日を除く）に1往復運行。
    - かつては火曜日も運行していた。

## 廃止路線
- 大郷コース
  - （寺岡医院（吉岡温泉町） -） 松原バス停 - 大谷 - 大畑 - 辛川作業所 （- 御熊公民館）
    - 当初は月曜日・水曜日・金曜日（祝日を除く）の運行で、2016年7月1日に毎月第1・第3水曜日（祝日を除く）のみの運行となり、運行区間も松原バス停 - 辛川作業所間に短縮されていた。

## 運行車両
- トヨタ・ハイエース2台で運行されている（3ナンバー：タクシー扱い）。